# Liodrosophila rugulosa
Liodrosophila rugulosa är en tvåvingeart som först beskrevs av Meijere 1914.  Liodrosophila rugulosa ingår i släktet Liodrosophila och familjen daggflugor. Inga underarter finns listade i Catalogue of Life.